# Joaquín Arce
Joaquín Arce Fernández (Gijón, 1923-Madrid, 1982) fue un profesor, italianista y escritor español.

## Biografía
Nacido el 22 de julio de 1923 en la ciudad asturiana de Gijón, fue autor de títulos como España en Cerdeña. Aportación cultural y testimonios de su influjo (1956), Tasso y la poesía española: Repercusión literaria y confrontación lingüística (1973), La poesía del siglo ilustrado (1981) y Literaturas italiana y española frente a frente (1982), entre otros. Presidente desde 1978 de la Asociación de Italianistas, falleció el 26 de marzo de 1982 en Madrid.